# Benjina
Benjina est un village d'Indonésie dans les îles Aru.

## Le scandale des pêcheurs esclaves
Le nom de Benjina est devenu connu du monde entier avec la révélation par Associated Press, dans un long article publié en mars 2015, des conditions d'esclavage dans lesquelles plus de trois cents pêcheurs birmans et cambodgiens travaillaient pour une société de pêche. Le 3 avril 2015, après la parution de l'article, des membres du gouvernement indonésien se sont rendus sur l'île et après plusieurs entretiens confirmant les conclusions des journalistes, ont ordonné l'évacuation des travailleurs.
La société, PT Pusaka Benjina Resources, est de droit indonésien mais tous les capitaines de ses bateaux sont thaïlandais. Selon la ministre de la Mer et des Pêches indonésienne Susi Pudjiastuti, le permis de pêche et la licence de bateau de pêche de nombre des bateaux appartenant à cette société, basée dans les îles Aru, d'origine étrangère, sont périmés. En outre, ils utilisent un type de chalut interdit en Indonésie.
Susi accuse cette société d'avoir délibérément établi ses bureaux dans une région isolée pour échapper à la surveillance des autorités. En outre, ses bateaux mouillent dans un petit port et non dans un port officiel du gouvernement. Enfin, selon Susi, dix-neuf bateaux de Pusaka Benjina Resources détiennent un permis postérieur au moratoire sur la pêche entré en vigueur le 3 novembre 2014. La ministre va geler le permis de la société. Pusaka Benjina Resources possède cent un bateaux, de capture et de transport. Les autorités indonésiennes accusent la société de pratique illégale de la pêche.
Les autorités indonésiennes soupçonnent Pusaka Benjina Resources de n'être qu'une "ombre". Des ordres de virement pour régler le salaire d'employés indonésiens indiquent en effet que le payeur est la société thaïlandaise Silver Sea Fishery Co. Ltd. et que le règlement est effectué par la filiale de la Bangkok Bank à Singapour.
Selon l'Organisation internationale pour les migrations (OIM), quelque 4 000 pêcheurs étrangers seraient bloqués sur certaines des îles les plus isolées de l'Indonésie. La majorité d'entre eux ont été abandonnés par des commandants de bateaux de pêche peu scrupuleux à la suite d'un moratoire du gouvernement sur le renouvellement de licences expirées et la délivrance de nouvelles. L'OIM discute actuellement avec les autorités indonésiennes pour les localiser. Depuis 2012, l'OIM coopère avec l'Indonésie et les pays d'origine des pêcheurs abandonnés pour secourir ceux-ci, originaires de Birmanie, du Cambodge et aussi de Thaïlande, identifiés comme victimes de traite, et les aider à rentrer chez eux.

## Transport
Benjina possède un aérodrome, desservi seulement par des vols charters.